# Don Martin
James Donald "Don" Martin (Poplar Bluff, Misuri, 7 de febrero de 1920-Goreville, Illinois, 30 de septiembre de 1997) fue un jugador de baloncesto estadounidense que disputó tres temporadas en la BAA. Con 2,01 metros de estatura, jugaba en la posición de ala-pívot.

## Trayectoria deportiva

### Universidad
Su andadura universitaria transcurrió en los Mules de la Universidad de Misuri Central, siendo el único jugador de dicha institución en llegar a jugar en la BAA o la NBA.

### Profesional
Fichó en 1946 con los St. Louis Bombers de la BAA, donde en su primera temporada, la mejor de su carrera profesional, promedió 3,5 puntos por partido. Mediada la temporada 1948-49 fue despedido, fichando entonces por los Baltimore Bullets, con los que únicamente disputó 7 partidos, sumando en total 5 puntos.

#### Estadísticas en la BAA

##### Temporada regular
| Temporada | Edad | Equipo            | Liga | P   | TIT | MIN | TC  | TCA | %TC  | 3P | 3PA | %3P | TL  | TLA | %TL  | R.OF. | R.DEF. | REB | ASIS | ROB | TAP | PER | FP  | PTS |
| 1946-47   | 26   | St. Louis Bombers | BAA  | 54  |     |     | 1.6 | 5.6 | .293 |    |     |     | 0.2 | 0.6 | .419 |       |        |     | 0.2  |     |     |     | 1.4 | 3.5 |
| 1947-48   | 27   | St. Louis Bombers | BAA  | 39  |     |     | 0.9 | 3.8 | .233 |    |     |     | 0.4 | 0.8 | .455 |       |        |     | 0.1  |     |     |     | 1.6 | 2.2 |
| 1948-49   | 28   | TOTAL             | BAA  | 44  |     |     | 1.2 | 3.9 | .306 |    |     |     | 0.7 | 1.1 | .638 |       |        |     | 0.6  |     |     |     | 2.6 | 3.0 |
| 1948-49   | 28   | St. Louis Bombers | BAA  | 37  |     |     | 1.4 | 4.4 | .311 |    |     |     | 0.8 | 1.2 | .644 |       |        |     | 0.6  |     |     |     | 2.7 | 3.5 |
| 1948-49   | 28   | Baltimore Bullets | BAA  | 7   |     |     | 0.3 | 1.3 | .222 |    |     |     | 0.1 | 0.3 | .500 |       |        |     | 0.6  |     |     |     | 2.0 | 0.7 |
| Total     |      |                   | BAA  | 137 |     |     | 1.3 | 4.6 | .282 |    |     |     | 0.4 | 0.8 | .523 |       |        |     | 0.3  |     |     |     | 1.8 | 3.0 |

##### Playoffs
| Temporada | Edad | Equipo            | Liga | P | TIT | MIN | TC  | TCA  | %TC  | 3P | 3PA | %3P | TL  | TLA | %TL   | R.OF. | R.DEF. | REB | ASIS | ROB | TAP | PER | FP  | PTS |
| 1946-47   | 26   | St. Louis Bombers | BAA  | 3 |     |     | 1.3 | 12.0 | .111 |    |     |     | 0.7 | 0.7 | 1.000 |       |        |     | 0.3  |     |     |     | 3.3 | 3.3 |
| 1947-48   | 27   | St. Louis Bombers | BAA  | 5 |     |     | 1.0 | 4.0  | .250 |    |     |     | 0.2 | 0.2 | 1.000 |       |        |     | 0.2  |     |     |     | 1.2 | 2.2 |
| Total     |      |                   | BAA  | 8 |     |     | 1.1 | 7.0  | .161 |    |     |     | 0.4 | 0.4 | 1.000 |       |        |     | 0.3  |     |     |     | 2.0 | 2.6 |